# Qiaocheng
Qiaocheng (chiń. upr. 谯城区; chiń. trad. 譙城區; pinyin Qiáochéng Qū) – dzielnica miasta Bozhou w prowincji Anhui we wschodnich Chińskiej Republice Ludowej. Liczba mieszkańców dzielnicy, w 2010 roku, wynosiła 1 409 436.